# Caspar Fischer (Mediziner)
Caspar Fischer, auch Caspar Füscher, Caspar Vüscher bzw. Caspar Vischer (* um 1590 in vermutlich Krenkingen; † um 1663 ebenda) war ein deutscher Wundarzt. Sein Hauptwohnort und seine Hauptwirkungsstätte war Krenkingen. Er verfasste eine umfangreiche Handschrift zur Medizin seiner Zeit.

## Leben
Sein geschätztes Geburtsjahr dürfte um 1590 liegen. Als Todesjahr kann 1664 (Erbauseinandersetzung) oder 1663 angenommen werden. Seinem Werk zufolge wirkte er aktiv bis 1659.
Seine Ausbildung und Prüfung zum Wundarzt absolvierte Caspar Fischer in Nürnberg. In dieser Zeit muss er gemäß seiner Handschrift auch mindestens kurze Zeit in Sachsen gewirkt haben. Danach war seine Wirkungsstätte hauptsächlich in Krenkingen, wo er auch Kirchenpfleger und Vogt war, und einige Jahre in Zurzach, Schweiz, das eine überregionale Bedeutung als Marktstätte hatte.
Um das Jahr 1610 bzw. kurz danach muss Caspar Fischer geheiratet haben, was sich ausschließlich aus der Existenz von Nachkommen ableiten lässt. Die Kinder Caspar Fischers werden am Ende seiner Handschrift in einem Vermerk zur Erbauseinandersetzung genannt. Über die Ehefrau des Wundarztes Fischer gibt es keinerlei Informationen.
Caspar Fischer war einigermaßen wohlhabend, hatte eine namhafte Landwirtschaft und besaß die Mühle in Krenkingen.

## Nachkommen
Von Caspar Fischer ist bekannt, dass er bei seinem Tod fünf Kinder hinterließ, drei Söhne und zwei Töchter.
- Johannes Fischer, wohnhaft in Linz, Salzburg und Wels;
- Conrad Fischer, wohnhaft in Klosterneuburg/A, später Propst im Kloster Forbes, Südböhmen, heute Borovany, Tschechien;
- Caspar Fischer (Jun.), Kirchenpfleger und Vogt in Krenkingen sowie Erbe des Familienbesitzes ebenda;
- Anna Maria Fischer, verheiratet mit Johann Walter Horn und wohnhaft in Tiengen;
- n. Fischer (w), wohnhaft u. verheiratet in Tiengen.

## Werk
Caspar Fischer hinterließ eine Handschrift, ein sogenanntes Arzneibuch, das auf 638 beschriebenen Seiten einen umfassenden Einblick in die Medizin des 17. Jahrhunderts bietet. Die Handschrift fand offenbar ihren Anfang beim Wundarztstudium in Nürnberg in Form von kalligrafisch ausgearbeiteten losen Blättern, die Fischer 1617 zusammen mit Blankoseiten binden ließ und im Verlauf seines Lebens und Wirkens ergänzte. Einzelne wenige Einträge, wie der zur Erbauseinandersetzung von Caspar (Jun.) 1665, wurden von späteren Autoren bis 1745 hinzugefügt.

### Gliederung
Caspar Fischer gibt am Anfang seines Buches, kalligrafisch, also vor dem Bindejahr 1617 verfasst, eine Inhaltsangabe über die Kapitel (Bücher) und deren Themen, die dann vom tatsächlich erstellten Werk punktuell abweicht.
Ein Bewerthes

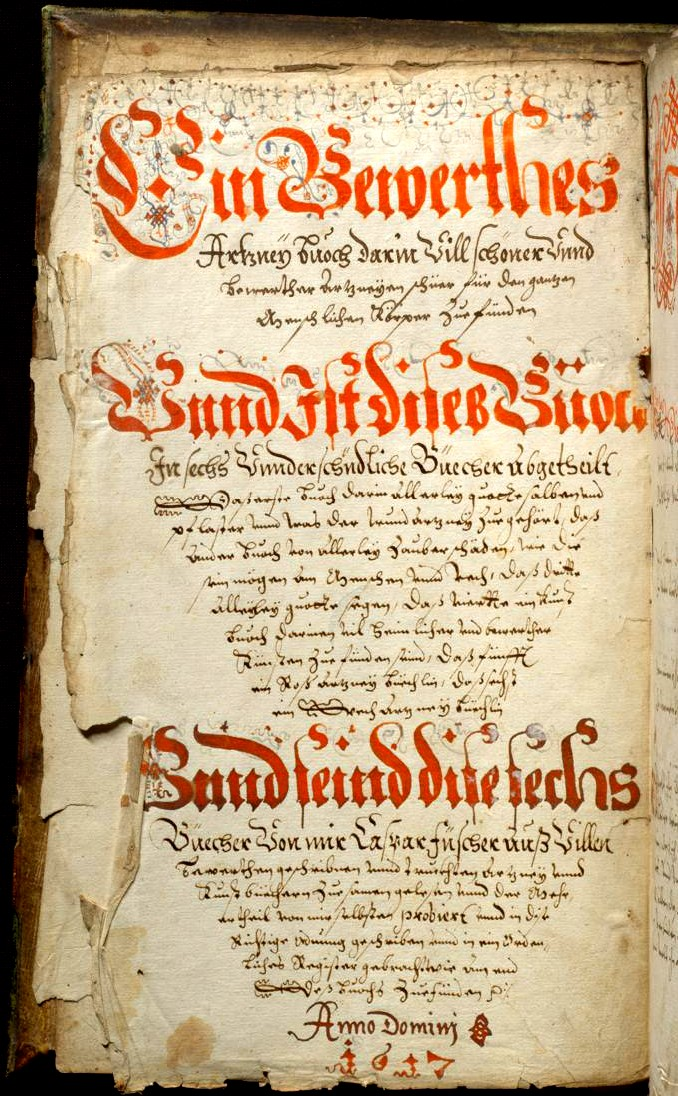
Original Inhaltsangabe zum Arzneibuch des Caspar Fischer

Artzneÿ Buoch darin Vill schöner und
Bewerther Artzneÿen schür für den gantzen
Menschlichen Körper Zue finden
Uund Jst diseß Büoch
Jn sechs unnderschüdliche Büecher abgetheilt
Das erste Buoch darin allerleÿ guodte salben und
pflaster und was der wundartzneÿ Zue gehört, daß
ander Buoch von allerleÿ Zauberschäden, wie die
sein mögen am Menschen und Vech, daß dritte
allerleÿ guodte segen, daß viertte ein Kunst
Buoch darinen vil heimlicher und bewerther
Künsten Zue finden sind, daß fünfft
ein Roßartzneÿ Büchlin, das sechst
ein Vechartzneÿ Büchlin
Uund seind dise sechs
Büecher von mir Caspar Füscher auß villen
bewerthen geschribnen und truckhten Artzneÿ und
Kunstbüchern Zue samen gelesen und der Mehr-
antheil von mir selbsten probiert und in diese
Richtige Ordnung geschriben und in ein Orden-
liches Register gebracht wie am end
Deß Buochs Zuefinden.
Anno Domini
1617
Das I. Buch enthält umfassende Informationen zur Medizin der Zeit, von der Wundarztprüfung, Behandlungsmethoden und insbesondere Arzneien und nimmt gut die ersten tausend Seiten(inklusive verbliebene Leerseiten) ein, das II. Buch behandelt die Zauberei, das III. die Segenssprüche, das IV. kam nicht zustande, im V. wird die Ross- und im VI. die Viehheilkunde behandelt.